# Hannah Montana (4.ª temporada)
A quarta e última temporada da série americana Hannah Montana, intitulada Hannah Montana Forever (no Brasil Hannah Montana para Sempre). Ao total foram gravados 15 episódios da série, sendo que 2 eram especias de 1 hora, a temporada foi gravada em 2010. Esta temporada foi exibida entre julho de 2010 e janeiro de 2011 nos Estados Unidos e agosto de 2010 a fevereiro de 2011 no Brasil. Esta é a única temporada da série que foi filmada em HD.
A temporada estreou dia 11 de julho de 2010 nos Estados Unidos e no Brasil dia 13 de agosto, no programa Zapping Zone do Disney Channel Brasil no começo, indo ao ar todas as sextas-feiras, às 18:30 h, e por vezes aos domingos. Em Portugal a estreia ocorreu no dia 24 de setembro. O fim da temporada, e assim da série, ocorreu no dia 16 de janeiro de 2011 nos Estados Unidos e no Brasil, em  20 de Fevereiro de 2011. Nos Estados Unidos o último episódio da série foi fechado com chave de ouro com uma audiência que atraiu 6,9 milhões de telespectadores. Em Portugal, Hannah Montana Forever chegou ao fim com o especial Hannah Montana Forever Friends Party, no dia 1º de Abril.

## Sinopse
Na temporada só há uma pergunta a ser feita “Hannah Montana durará para sempre?”, e a resposta é “Sim!”, mas no coração de Miley. Apesar de menor, a temporada tem como finalidade dar um desfecho merecido a série que mudou a reputação do Disney Channel por todo o mundo, com uma nova era e fase para Miley, onde ela encontra seu novo lar, ela começará a repensar nos valores de sua vida e o que fazer daqui para frente. Além da comédia de sempre, confere momentos marcantes e emocionantes que trazem o fim, como a revelação do segredo de Hannah para o mundo, uma reviravolta em sua vida amorosa, e muito mais. E mais uma questão ela irá ou não para a faculdade com a Lilly?

## Sequência de Abertura
Para a abertura da temporada, os créditos de abertura da terceira temporada foram reutilizados, com algumas pequenas revisões, principalmente devido o novo formato de filmagem, que agora está em HD. Os nomes do elenco (exceto Mitchel Musso, que se tornou um personagem recorrente) continuam na chamada. A sequência muda para clipes de ecrã largo com imagens dos episódios, em que apenas 4 episódios estão incluídos. A mesma versão da música "The Best of Both Worlds" usada a partir da 3.ª Temporada está na abertura, no entanto, a parte do show de Hannah utilizada não é a mesma. Os nomes dos criadores aparecem no segundo clipe passado. Uma nova versão da mudança de Miley para Hannah é apresentada no meio da canção-tema, com Miley junto com seu pai em um clipe de Hannah Montana Forever. Por fim, a risada de Hannah tornou-se uma só, em vez de dois clipes separados.

## Trilha Sonora
Ver artigo principal: Hannah Montana Forever
Músicas tocadas na temporada:
1. The Best of Both Worlds 2009 Movie Mix (Abertura)
2. Are You Ready? (Superstar) (Ep. 1)
3. Ordinary Girl (Ep. 2)
4. Que Sera (Eps. 6 e 8)
5. Need A Little Love com Sheryl Crow (Ep. 5)
6. I'm Still Good (Ep. 6)
7. Been Here All Along com Billy Ray Cyrus (Eps. 6 e 10)
8. Love That Lets Go com Billy Ray Cyrus (Ep. 7)
9. Gonna Get This com Iyaz (Eps. 8 e 12)
10. Barefoot Cinderella (Eps. 8, 9 e 13)
11. I'll Always Remember You (Eps. 9 e 13)
12. Wherever I Go (Ep. 9)
13. This Is The Life (Ep. 10)
14. Nobody's Perfect (Ep. 10)
15. One In A Million (Ep. 10)
16. True Friend (Eps. 10 e 13)
17. I Want My Mullet Back com Billy Ray Cyrus (Ep. 10)
18. Life's What You Make It (Ep. 10)
19. Feels Like The Right Time por Billy Ray Cyrus (Ep. 11)
20. Kiss It Goodbye (Ep. 11)
21. Wherever I Go com Emily Osment (Ep. 13)

## Elenco

### Personagens Principais
- Miley Cyrus como - Miley Stewart / Hannah Montana
- Emily Osment como - Lilly Truscott / Lola Luftnagle
- Jason Earles como - Jackson Stewart
- Moises Arias como - Rico Suave
- Billy Ray Cyrus como - Robby Ray Stewart

### Personagens Secundários/Recorrentes
- Mitchel Musso como Oliver Oken
- Tammin Sursok como Siena
- Drew Roy como Jesse
- Morgan York como Sarah

### Participações Especiais
- Angus T. Jones como T.J.
- Jon Cryer como Kenneth Truscott
- Ray Liotta como Diretor Luger
- Christine Taylor como Lori
- Sheryl Crow como ela mesma
- Cody Linley como Jake Ryan
- John Cena como ele mesmo
- Iyaz como ele mesmo
- Jay Leno como ele mesmo
- Phil McGraw como ele mesmo
- Robin Roberts como ela mesma
- Kelly Ripa como ela mesma
- Dolly Parton como Tia Dolly
- Vicki Lawrence como Mamaw Ruthie
- Shanica Knowles como Amber Addison
- Anna Maria Perez de Tagle como Ashley Dewitt

## Episódios
- Esta temporada foi filmada de 18 de Janeiro de 2010 à 14 de Maio de 2010.[1]
- Miley Cyrus  e Billy Ray Cyrus estão presentes em todos os episódios.
- Emily Osment e Jason Earles estão ausentes em um episódio.
- Moises Arias está ausente em quatro episódios.
- Hannah Montana está ausente em um episódio.

| Nº Série | Nº Temporada | Títulos | Diretor(es)              | Roteirista(s)                                           | Datas de exibição                                                   | Cód. de produção | Audiência E.U.A. (em milhões) |
| --- | ------------ | --- | ------------------------ | ------------------------------------------------------- | ------------------------------------------------------------------- | ---------------- | ----------------------------- |
| 86 | 1            | "Doce Lar da Hannah Montana" Sweet Home Hannah Montana"                                                                | Bob Koherr               | Michael Poryes Steven Peterman                          | 11 de Julho de 2010 13 de Agosto de 2010 24 de Setembro de 2010     | 402              | 5.7                           |
| A família Stewart e Lilly Truscott mudam-se para sua nova casa em Malibu, que foi toda decorada por Robby Ray. Miley, Lilly e Jackson aprovam a decoração, mas no momento em que veem seu novo quarto, Miley e Lilly ficam horrorizadas, pelo simples motivo de que o lugar está todo decorado com objetos infantis, retirados do antigo quarto de Miley no Tennessee. Por isso, elas decidem que vão mudar totalmente a decoração, antes que seus colegas de escola vejam e elas sejam humilhadas socialmente. Enquanto isso, Jackson conhece seu novo vizinho, um garoto chamado TJ, e logo percebe que ele é totalmente inconveniente. No entanto, ele se aproxima do garoto para poder conquistar a prima dele, Siena. Ausente: Moises Arias como Rico Participações especiais: Angus T. Jones como TJ, Tammin Sursok como Siena, Morgan York como Sarah e Hayley Chase como Joannie Palumbo Canção da Hannah apresentada: "Are You Ready (Superstar)" Notas: A partir deste episódio, a série é exibida em HDTV, sendo a última série do Disney Channel a transidir para o novo formato Esse é a continuação do episódio 30 da 3.ª Temporada |              | |                          |                                                         |                                                                     |                  |                               |
| 87 | 2            | "Hannah Montana Para a Sala do Diretor" "Hannah Montana to the Principal's Office"                                     | David Kendall            | Michael Poryes                                          | 18 de Julho de 2010 20 de Agosto de 2010 5 de Novembro de 2010      | 401              | 5.4                           |
| Devido a recente mudança de casa, Robby Ray esquece de matricular Miley para o último ano na escola. Pensando em resolver o problema, Miley decide vestir-se de Hannah Montana para conseguir uma vaga. O Diretor Luger abre uma exceção para Hannah, porém, Miley percebe que estudar vestida como a pop star causa muitos problemas, e toma a decisão de deixar o colegial. Enquanto isso, Jackson entra em uma paranóia durante seu primeiro encontro com Siena. Participação super especial: Ray Liotta como Diretor Luger Participações especiais: Tammin Sursok como Siena, Erin Matthews como Karen Kunkle, Morgan York como Sarah e Hayley Chase como Joannie Palumbo Co-participações: LaTonya Holmes como Mulher do Coral #1, Fuschia! como Mulher do Coral #2, Clent Bowers como Cara do Coral e Reggie Brown como Presidente Obama Canção da Hannah apresentada: "Ordinary Girl" Nota: Quando Rico pergunta a Hannah se ela lembra dele, ele faz uma referência ao episódio "Estamos Todos Junto Neste Encontro", no qual ele foi a um encontro com Hannah junto com Johnny Collins (Corbin Bleu) |              | |                          |                                                         |                                                                     |                  |                               |
| 88 | 3            | "Califórnia Gritando" "California Screamin"                                                                            | Bob Koherr               | Jay J. Demopoulos                                       | 25 de Julho de 2010 27 de Agosto de 2010 8 de Outubro de 2010       | 403              | 4.2                           |
| Miley acha que Robby Ray tem sacrificado sua vida pessoal para cuidar da carreira da Hannah, por isso, ela tenta armar um encontro entre ele e a enfermeira solteira de sua escola, Lori. Enquanto isso, Jackson está preocupado com seu primeiro beijo com Sienna, pois tem medo dela não gostar do beijo dele. Participações especiais: Christine Taylor como Lori e Tammin Sursok como Siena |              | |                          |                                                         |                                                                     |                  |                               |
| 89 | 4            | "Na-Na-Na-Na, Na-Não-Não, Não, Conte o Meu Segredo" "De-Do-Do-Do, Da-Don't-Don't, Don't, Tell My Secret"               | Adam Weissman            | Andrew Green                                            | 1 de Agosto de 2010 8 de Setembro de 2010 8 de Outubro de 2010      | 404              | 5.7                           |
| Miley chega em casa depois de uma sessão de autógrafos da Hannah e esquece de tirar a peruca. Acidentalmente, ela deixa Siena vê-la através da janela, e acaba fazendo com que a garota desconfie que Jackson tem um caso com Hannah. Para resolver o problema, Jackson pede a Miley que ela conte seu segredo a Siena, mas ela se recusa, pelo fato de achar que Siena não é capaz de guardar um segredo. Enquanto isso, Robby Ray leva Rico a uma pescaria com o intuito de fazê-lo relaxar. Participações especiais: Tamin Sursok como Siena e Robert Costanzo como Al Blaine Notas: O fato que faz Siena desconfiar que Jackson tem um caso com Hannah é ela ter visto a foto tirada por um paparazzi que mostrava o "casal" junto. Isso aconteceu no episódio "Meu Namorado é o Jackson e Isso Será um Problema". Quando Miley telefona a Jackson, a fotografia que ele vê é a da carta de condução de Miley, visto no episódio 2 da terceira temporada. |              | |                          |                                                         |                                                                     |                  |                               |
| 90 | 5            | "É o Fim do Jake Que Nós Conhecemos" "It's the End of the Jake as We Know It"                                          | Shannon Flynn            | Maria Brown-Gallenberg                                  | 8 de Agosto de 2010 10 de Setembro de 2010 15 de Outubro de 2010    | 405              | 4.7                           |
| Oliver retorna para visitar Lilly e Miley, e assim que chega, mostra à Lilly uma foto de Jake mordiscando a orelha de uma outra garota, provando que ele está traindo Miley. No entanto, eles decidem não contar a ela até que seja gravado o especial de Natal da Hannah, para evitar que a garota se desconcentre. Porém, acontece o inesperado: Miley convida Jake para o especial, o que acaba causando um enorme problema. Enquanto isso, Jackson finge ser o pai de Rico para ganhar 2.500 dólares e visitar Siena no Peru (Já que ela está em uma sessão de fotos lá) e para que Rico consiga comprar um imóvel do Al Blaine. Aparição super especial: Sheryl Crow como ela mesma Participação super especial: Mitchel Musso como Oliver Oken Participações especiais: Robert Contanzo como Al Blaine, Alec Ledd como Ronnie e Cody Linley como Jake Ryan Co-participação: David Burrus como Henry Canção da Hannah apresentada: "Need a Little Love (com Sheryl Crow)" Nota: Mitchel Musso participa desse, do décimo episódio e do último episódio da temporada após deixar o elenco principal da série |              | |                          |                                                         |                                                                     |                  |                               |
| 91 | 6            | "Esteve Aqui o Tempo Todo" "Been Here All Along"                                                                       | Adam Weissman            | Douglas Lieblein                                        | 22 de Agosto de 2010 24 de Setembro de 2010 11 de Novembro de 2010  | 407              | 4.6                           |
| Miley cancela uma tarde especial entre pai e filha com Robby Ray para ir a um primeiro encontro com Jesse. Depois que Jesse recebe um telefonema de seu ausente pai e tem uma conversa sincera com ele, ela percebe como é feliz por ter seu pai por perto quando precisa dele. Ela decide então fazer as pazes com ele e fazer algo especial para as famílias dos militares. Ausente: Moises Arias como Rico Suave Participações especiais: Christine Taylor como Lori e Drew Roy como Jesse Co-participações: Samantha Abrigo como garotinha, Brandi Cyrus como guitarrista, Charlene Deguzman como baterista, Alvin C. Forbes como tecladista, Max Atom Kuehn como baixista Canções da Hannah apresentadas: "Been Here All Along", "Que Sera" e "I'm Still Good" Nota: No Brasil, o Disney Channel cortou o fim do episódio, onde é mostrada a homenagem aos militares na estreia. |              | |                          |                                                         |                                                                     |                  |                               |
| 92 | 7            | "Amor da Hora" (tradução do Disney Channel Brasil) "Amor Que Te Liberta" (tradução da Rede Globo)" "Love That Lets Go" | Adam Weissman            | Heather Wordham                                         | 12 de Setembro de 2010 17 de Setembro de 2010 22 de Outubro de 2010 | 406              | 4.5                           |
| Miley pede a Lilly para que ela monte em Blue Jeans, porém, ela morre de medo de montar em cavalos. Então, elas fazem uma aposta: se Miley subir na corda (da qual ela tem medo) Lilly monta em Blue Jeans. Miley trapaceia na aposta, e acaba conseguindo fazer Lilly montar. Enquanto ela cavalga, o cavalo se assusta e a derruba, fugindo logo em seguida. Lilly fica muito machucada e de cadeira de rodas, e então, Blue Jeans retorna, porém, muito ferido. Ele começa a apresentar problemas na recuperação, o que leva Miley a pensar que chegou a hora dele partir, fazendo-a ficar extremamente triste. Enquanto isso, Jackson tenta ler um livro em que Siena o emprestou para ele ler, mas ele não consegue ler, sendo um desafio pra ele. Ausente: Moises Arias como Rico Suave e Hannah Montana como ela mesma Aparição super especial: John Cena como ele mesmo Participações especiais: Tammin Sursok como Siena, Morgan York como Sarah e Noah Lindsey Cyrus como Garotinha Canção da Hannah apresentada: "Love That Lets Go" Notas: Este episódio é dedicado a Roam-Man, cavalo da atriz Miley Cyrus, que morreu no ano de 2009; Nesse episódio, Hannah não aparece em nenhum momento ou seja, ela está ausente; Na Rede Globo, o título do episódio é "Amor Que Te Liberta". |              | |                          |                                                         |                                                                     |                  |                               |
| 93 | 8            | "Hannah está Indo Ter Isto" "Hannah's Gonna Get This"                                                                  | Bob Koherr               | Steven James Meyer (Teleplay) Donna Jatho (História)    | 3 de Outubro de 2010 17 de Outubro de 2010 11 de Novembro de 2010   | 408              | 4.1                           |
| Hannah grava sua nova música, chamada Que Sera, e quando acaba, um homem da gravadora pede que ela crie uma faixa bônus, tudo porque Taylor Swift tem uma em seu novo álbum. Miley surta por não conseguir escrever nada. Então, após uma estranha inspiração, ela cria a letra, mas essa nova canção não agrada ninguém. Ela começa a duvidar de si mesma, até que o popular artista Iyaz ouve a música e decide gravá-la como um dueto. Enquanto isso, Jackson e Rico competem para ver quem tem o maior bigode. Participação super especial: Iyaz como ele mesmo Participação especial: Gildart Jackson como Quinn Co-participações: Zach Callison como Douglas, Brighton Sharbino como Cammi, Brie Bernstein como Tina e Nay Nay Kirby como Chelsea Canções da Hannah apresentadas: "Que Sera", "Gonna Get This (com Iyaz)" e "Barefoot Cinderella" (composta por Robby Ray na história) |              | |                          |                                                         |                                                                     |                  |                               |
| 94 | 9            | "Sempre Vou Me Lembrar de Você" "I'll Always Remember You"                                                             | Bob Koherr Shannon Flynn | Andrew Green Maria Brown-Gallenberg                     | 7 de Novembro de 2010 12 de Novembro de 2010                        | 409-410          | 7.1                           |
| Miley resolve contar seu segredo à Jesse, e propõe ao rapaz que ele namore somente a Miley. Porém, durante o programa "The Tonight Show With Jay Leno", Hannah e Jesse quase se beijam e Jay Leno anuncia que os dois estão namorando. Porém mais tarde no mesmo programa é mostrada uma foto de Jesse abraçando a Miley, o que quer dizer que ele está traindo a Hannah, então por causa disso ele acaba sendo xingado por muitos fãs da cantora, então ele acaba decidindo dar um tempo no namoro com Miley. No mesmo dia, ela descobre que Lilly foi aceita para a faculdade mas ela não, e que se ela e a Hannah Montana fossem a mesma pessoa, ela entraria. Então por esses motivos, Miley resolve contar a verdade, e tira a peruca na frente de todos no programa Jay Leno. Aparição super especial: Phil McGraw como ele mesmo Participação super especial: Jay Leno como ele mesmo Participações especiais: Drew Roy como Jesse e Tammin Sursok como Siena Canções da Hannah apresentadas: "Barefoot Cinderella", "I'll Always Remember You" e "Wherever I Go" Notas: Este episódio foi lançado 5 dias antes de ser exibido na televisão, através do DVD "Who is Hannah Montana?", lançado somente nos Estados Unidos, e este é um episodio duplo; Episódios da série apresentados: S01E01; S01E02; S01E06; S01E25; S02E04; S02E16; S02E22; S03E07; S03E18; S04E06; Embora Jason Earles, Moises Arias e Tammin Sursok apareçam neste episódio, eles não estão como Jackson, Rico e Siena, mas sim como narradores; Esta é a segunda vez que Rico e Jackson aparecem comentando o segredo de Miley. A primeira vez foi no episódio especial da 3.ª temporada chamado "He Could Be the One"; Por causa do fuso horário, esse episódio estreou primeiro no Brasil                                               |              | |                          |                                                         |                                                                     |                  |                               |
| 95 | 10           | "Não Está Vendo Como Sou de Verdade?" "Can You See the Real Me?"                                                       | John D'Incecco           | Douglas Lieblein                                        | 5 de Dezembro de 2010 12 de Dezembro de 2010 30 de Dezembro de 2010 | 413              | 4.9                           |
| Miley é entrevistada por Robin Roberts depois de revelar que é Hannah Montana. Ela pensa em sua vida dupla e revive alguns de seus momentos mais memoráveis com seus amigos, sua família, em sua vida amorosa, e pensa em como foi capaz de ser duas pessoas ao mesmo tempo. Ausentes: Emily Osment como Lilly Truscott, Jason Earles como Jackson Stewart e Moises Arias como Rico Participação super especial: Robin Roberts como ela mesma e Mitchel Musso como Oliver Oken Canções da Hannah apresentadas: "This Is the Life", "True Friend", "One In a Million", "Nobody's Perfect", "Been Here All Along", "I Want My Mullet Back" e "Life's What You Make It" Episódios da série apresentados: S01E01; S02E02; S02E15; S02E05; S04E06; S01E21; S04E01; S04E02; S04E04; S03E24; S03E18; S03E19; S03E14; S03E13; S02E14; S02E23; S02E20; S02E09-10; S02E02; S01E20; S01E06; S01E03 Notas: Embora não tenham estado no episódio, os personagens Lilly, Jackson e Rico foram mostrados em trechos de episódios anteriores; Essa é a primeira vez em que Lilly e Jackson não aparecem em um episódio da série. Aparece uma foto da Miley que só é tirada no próximo episódio (a foto da formatura). Mesmo não aparecendo no episódio, Mitchel Musso apareceu como Oliver Oken apenas nas lembranças de Miley. |              | |                          |                                                         |                                                                     |                  |                               |
| 96 | 11           | "Dá Um Beijo de Adeus" "Kiss it All Goodbye"                                                                           | Shannon Flynn            | Jay J. Demopoulos (Teleplay) Edward C. Evans (História) | 19 de Dezembro de 2010 21 de Janeiro de 2011 28 de Janeiro de 2011  | 411              | N/A                           |
| Miley começa a sentir as consequências de ter revelado seu segredo quando os críticos e os pais dos fãs começam a ver o segredo como algo negativo. Então, quando Tia Dolly pede para ela lhe acompanhar no palco, Miley sente-se insegura e começa a achar que não conseguirá se apresentar novamente. No entanto, no momento em que ela vê o pai ter coragem de voltar aos palcos, ela esquece o medo e começa a se apresentar. Enquanto isso, Rico se sente um idiota por não ter percebido que Miley era Hannah esse tempo todo. Participação super especial: Dolly Parton como Tia Dolly Participações especiais: Michael Kagan como Collin Lassiter e Daniel Windhymm Hayes como Ollie Jr. Co-participações: LaTonya Holmes como membro do Coro #1, Clent Bower como membro do Coro #2 e Meloney Collins como membro do Coro #3 Canções apresentadas: "Kiss it Goodbye" por Miley Cyrus e "Feels Like the Right Time" por Billy Ray Cyrus e Dolly Parton |              | |                          |                                                         |                                                                     |                  |                               |
| 97 | 12           | "Eu Sou a Vovó, Me Ouça Rugir" "I Am Mamaw, Hear Me Roar!"                                                             | Bob Koherr               | Heather Wordham                                         | 9 de Janeiro de 2011 4 de Fevereiro de 2011 19 de Fevereiro de 2011 | 412              | 4.3                           |
| Quando chega o dia da formatura de Miley e Lilly, Mamaw lamenta por ela não poder sequer tirar uma foto com Miley devido o assédio dos fãs. Quando os fãs começam a cercar Miley, Mamaw fica chateada por sua neta estar cuidando mais dos fãs do que de sua própria avó. Enquanto isso, Siena fica chateada com Jackson quando ele diz que se ela tivesse cabelo curto, não namoraria com ela. Participações super especiais: Vicki Lawrence como Mamaw Ruthie/Nona, Jon Cryer como Kenneth Truscott e Kelly Ripa como ela mesma Participações especiais: Tammin Sursok como Siena, Hayley Chase como Joannie Palumbo, Nate Hartley como Aaron, Tim Maculan como Maitre d', Pamela Dunlap como Sra. Elderman e Michael Ensign como Sr. Elderman Co-participações: Lola Consuelos como Nina, Mary-Charles Jones como Miley Jovem e Maxine Weldon como Estelle Canção da Hannah apresentada: "Gonna Get This" (cantada por Mamaw no final do episódio) |              | |                          |                                                         |                                                                     |                  |                               |
| 98 | 13           | "Aonde Quer Que Eu Vá" "Wherever I Go"                                                                                 | Bob Koherr               | Michael Poryes Steven Peterman                          | 16 de Janeiro de 2011 20 de Fevereiro de 2011 1º de Abril de 2011   | 414-415          | 6.9                           |
| A fama de Miley Stewart cresce cada vez mais depois que ela revelou seu segredo ao mundo. Por esse motivo, ela é convidada para fazer um filme em Paris, mas se aceitar, vai acabar ficando 1 ano fora e deixando de ir a faculdade com Lilly. Ao saber do convite, Robby Ray diz não, mas acaba sendo convencido por Miley a aceitar. Em seguida, Lilly acaba descobrindo tudo e fica chateada por Miley não tê-la convidado e as duas acabam brigando, mas em seguida fazem as pazes e decidem ir juntas. No aeroporto, Lilly percebe que seu lugar não é nesse mundo e decide ficar para fazer a faculdade, deixando Miley ir sozinha. Ao chegar em Paris, Miley percebe que tudo do que ela gostava ficou pra trás, e por isso, ela decide voltar e viver perto das pessoas que ela ama, e quando Miley chega no apartamento ela diz para Lily: Oi, sou a Miley, sua nova colega de quarto!. A série termina mostrando várias fotos de cada uma das 4 temporadas. A última foto é a de Miley. Participação super especial: Mitchel Musso como Oliver Oken Participações especiais: Drew Roy como Jesse, Tammin Sursok como Siena, Shanica Knowles como Amber Addison, Anna Maria Perez de Tagle como Ashley Dewitt, Tug Coker como Reptile Wrangler e Julia Cho como Luna Canções da Hannah apresentadas: "Wherever I Go" (participando Emily Osment), "True Friend", "Barefoot Cinderella", "Kiss It Goodbye" e "I'll Always Remember You" Referências mencionadas: Steven Spielberg, Tom Cruise e Nicholas Sparks. Nota: O episódio tem um final alternativo que não foi acrescentado na televisão e só está disponível no dvd da temporada. Na parte 2 desse episódio disponível no Disney+, a última cena de briga entre Miley e Jackson não é exibida, apenas no formato estendido com as duas partes juntas. |              | |                          |                                                         |                                                                     |                  |                               |

## Dublagem
| Personagem                     | Dublador         | Dobrador       |
| ------------------------------ | ---------------- | -------------- |
| Miley Stewart / Hannah Montana | Tatiane Keplmair | Maria Camões   |
| Lilly Truscott / Lola          | Samira Fernandes | Carla Garcia   |
| Jackson Stewart                | Yuri Chesman     | Romeu Vala     |
| Rico Suave                     | Daniel Garcia    | André Raimundo |
| Robby Ray Stewart              | Luiz Laffey      | Diogo Mesquita |
| Oliver Oken                    | Robson Kumode    | Tiago Retré    |
| Ashley                         | Alice Kopp       | Joana Freixo   |
| Amber                          | Luciana Baroli   | Carla Semedo   |

|                     | Brasil            | Portugal                      |
| ------------------- | ----------------- | ----------------------------- |
| Direção             | Rodrigo Andreatto | Carlos Macedo                 |
| Tradução            | Roberto Garulti   | Rita Salgueiro                |
| Estúdio de Dublagem | Álamo             | Matinha Estúdios de Som, S.A. |